# Eton, Berkshire
Eton (engelskt uttal: [ˈiːtən]) är en småstad och civil parish i grevskapet Berkshire i södra England. Staden ligger i enhetskommunen Windsor and Maidenhead vid floden Themsen, cirka 33,5 kilometer väster om centrala London. På andra sidan Themsen ligger staden Windsor. Tätorten (built-up area) hade 2 460 invånare vid folkräkningen år 2021.
I Eton ligger sedan medeltiden Eton College, en privatskola för pojkar, där många högt uppsatta britter haft sin skolgång mellan åldrarna 13 och 18 år.